# Микалојус Акелаитис
Микалојус Акелаитис (пољ. Mikołaj Akielewicz, познат и под псеудонимом Јурас Варнелис; 1829–1887) био је истакнути литвански писац, публициста и лингвиста аматер, један од раних личности Литванског националног препорода и учесник у устанку 1863. године.
Акелаитис је завршио само четворогодишњу средњу школу и радио је као тутор племићке деце у разним властелинствима у  Пољској и Литванији. Научио је неколико језика и почео да објављује чланке у пољској штампи. Написао је радове о литванском језику, књижевности, фолклору, митологији, историји. Његов омиљени предмет истраживања била је лингвистика, али као и многи самоуки лингвисти развио је ненаучне етимологије и теорије. Многа његова дела остала су недовршена или необјављена. Генерално је подржавао ускрснуће бивше Пољско-литванске заједнице и пољско-литвански идентитет. Написао је текстове који су намењени обичном пуку на литванском, али његови чланци и студије за интелигенцију писани су на пољском, јер се у то време сматрао језиком културе. Сарађивао је са Симонасом Даукантасом и Мотиејусом Валанчијусом на плановима за успостављање првог периодичног часописа Пакелеивингас на литванском језику, али није успео да обезбеди владине дозволе. Уз новчану помоћ неколико племића, објавио је 1860. пет књижица на литванском језику. Акелаитис се придружио антицарском отпору који је довео до устанка 1863. - организовао је антивладине демонстрације и писао текстове против владе. Побегао је из руске полиције у Париз где је радио у пољској библиотеци у Паризу. По избијању устанка, вратио се у Литванију и постао помоћник комесара пољске националне владе у Аугустову. Када је постало јасно да устанак неће успети, Акелаитис је по други пут побегао у Париз где је живео до своје смрти. Упркос сиромаштву, наставио је да буде активан у пољском и литванском културном животу. Објављивао је чланке у разним пољским и литванским часописима, укључујући пољски „Wiek" где је имао редовну колумну. Његово највеће објављено дело, литванска граматика на пољском, објављено је постхумно 1890.

## Биографија

### Младост и образовање
Акелаитис је рођен у Чиуодеришкесу, у близини Маријамполеа, у породици сељака. Његов отац је учествовао у устанку 1831. године и осуђен је на прогонство у Сибир где је и умро. Очух Акелаитиса борио се у бици код Маћејовице за време Кошћушковог устанка, док је брат његовог деде служио у пољским легијама у Италији и борио се у бици код Сомосијере у Шпанији током Наполеонових ратова. Сироче Акелаитис је одрастао са баком и дедом и причама о тим биткама. Његова мајка је добила посао спремачице у Маријамполеу, где је Акелаитис узимао приватне часове код локалног свештеника и оргуљаша у Саснави. Затим се уписао у основну школу у Маријамполеу где је матурирао са 17 година. Наставио је студије у четворогодишњој средњој школи у Маријамполеу, где је непрекидно рангиран као један од најбољих ученика, али је напустио школу без дипломе око 1850. Наставио је да самостално учи неколико језика. Поред матерњег литванског, научио је пољски, руски, немачки, француски, латински, нешто грчког, санскрита и хебрејског.

### Културни рад и анти-владина активност
Акелаитис је радио као тутор разној деци литванског племства и често се селио. Кратко је живео у Варшави где је у пољској штампи објављивао чланке о литванском језику и историји. Његов први чланак објављен је у часопису Kronika Wiadomości Krajowych i Zagranicznych 1856. године. Сарађивао је са етнографима Оскаром Колбергом и Александром Осиповичем. Акелаитис је на пољски превео 26 саможитских песама које је објавио Симонас Даукантас и послао их у Колберг. У писму од 3. децембра 1857. историчару Михаелу Балинском, написао је:
"Требали бисмо подићи литвански језик, избацити из ниподаштавања језик који има величину санскрита, снагу латинског, префињеност грчког и мелодичност италијанског."
Писмо, објављено у Teka Wileńska, било је једно од првих које је јавно покренуло идеју објављивања новина на литванском језику. 1858. Акелаитис се преселио у Курландију. Тамо је пронашао Симонаса Даукантаса који је написао прву историју Литваније на литванском језику. Акелаитис се према Даукантасу односио као према очинској фигури и подржавали су међусобни рад. Акелаитис, Даукантас и бискуп Мотиејус Валанчијус желели су да оснују Pakeleivingas, часопис на литванском језику, усмерен на обичне људе из села, али нису могли добити владину дозволу. Акелаитис је почео да даје допринос пољској штампи у Вилњусу и организује издавање литванских књига. Успео је да добије новчану подршку од литванских племића, и објавио је пет литванских књижица 1860. Акелаитис је подучавао децу племића Огинског и надао се да ће основати литванску штампарију. Позван је да ради за новине Kurier Wileński, али Акелаитис је то одбио јер је плата била прениска. 1860. године Акелаитис је изабран за члана археолошке комисије у Вилњусу.
1861. Акелаитис се придружио антицарском отпору који је довео до устанка 1863. године. Заједно са Тадеушом Корзоном, организовао је демонстрације у Алексотасу, Каунас, 12. августа 1861. године у спомен на Лублинску унију. Акелаитис је на литванском написао антивладине текстове: проза Gromata Wylniaus Senelio (Писмо старца из Виљнуса) у којем је у стиховима описао како је руска полиција убила пет недужних људи и Pasaka senelio (Бајка о старцу). Два дела су преведена на пољски и руски језик. Текстове је послао Мемелу (Клајпеда) да их објави, али их је издавач, уместо тога, предао полицији. Акелаитис је објавио и Giesmes nabożnos, литвански превод две пољске патриотске химне, Богородица и Боже, спаси Пољску, које је вероватно превео Акелаитис или Антанас Баранаускас.Акелаитис се често скривао мењајући своју локацију и на крају побегао у Париз. Акелаитис је изабран у Пољско историјско и литерарно удружење и стекао добро плаћено место у Пољској библиотеци у Паризу.Такође је био члан париског Друштва пољске омладине коју је водио Зигмунт Падлевски.

### Устанак и емиграција
Када је избио устанак 1863. године, Акелиатис се вратио у Литванију и постао помоћник комесара пољске националне владе у Аугустову. Писао је прокламације, регрутовао људе, организовао оружје итд. Објавио је два броја литванског билтена Żinia apej Lenku wajna su Maskolejs (Вести о пољском рату са Московљанима) у фебруару и марту 1864. Пред крај устанка побегао је у Источну Пруску где се придружио литванским активистима и привукао пажњу немачке полиције. Ухапшен је и осуђен на две године затвора, али је успео да побегне из суднице.
Акелаитис је поново побегао у Париз где је живео до своје смрти. Оженио се Францускињом и имао троје деце. Живећи у сиромаштву, још увек је радио за пољске и литванске циљеве, објављујући чланке у разним часописима, укључујући пољске Gazeta Warszawska, Kurier Warszawski и литванске Gazieta lietuviška и Aušra (допринео је чланку о именима великих кнезова Литваније). Имао је редовну колумну у пољском часопису Wiek где је писао о париским уметничким изложбама, француској науци и култури, Светској изложби (1878) итд. Уређивао је литвански одељак тројезичних новина Zmowa – Kupos susitarimas – Hromadzki zhowor које су се појавиле 1870. године (након првог броја његово објављивање је прекинуто француско-пруским ратом). Помогао је уређивање и објављивање литванског превода Livre du peuple Хуга Фелиситеа Роберта де Ламенаиса 1870. године. 1886. основао је и председавао до своје смрти Друштвом Желмуо (дословно: пуцај) литванских емиграната. У почетку је то била више културна организација за очување литванског језика и културе међу емигрантима. Није напустио идеје о оружаној борби против Руског царства - руски обавештајац је 1866. године известио да Акелаитис пише „револуционарни катехизам“ на литванском језику који ће бити објављен у Швајцарској и шверцован у Русију. Умро је 1887. године и сахрањен је на париском гробљу Cimetière parisien de Pantin.

## Радови
Генерално, Акелаитис је подржавао бившу Пољско-литванску заједницу и пољско-литвански идентитет - веровао је да Литванци треба да се придруже пољској нацији, али да задрже свој језик и културу. Такође је био присталица позитивизма. Акелаитис је писао дела о литванском језику, књижевности, фолклору, митологији, историји. Залагао се за употребу литванског језика, али његови чланци и студије за интелигенцију писани су на пољском, јер се у то време сматрао језиком културе. Само су текстови упућени и намењени обичном пуку писани на литванском. Литвански текстови Акелаитиса написани су углавном на западном аукштатском дијалекту и покушавали су да користе исправан језик, избегавају разне позајмљене речи, користе живахне описе из свакодневног говора. Тежио је да користи етимолошки, а не фонетски правопис. Да би избегао позајмљене речи, створио је литванску терминологију. Многа референтна дела приписују му ауторство речи žodynas, литванске речи за речник, али је вероватно позајмио реч од Јургиса Пабрежа.

### Објављено
1858. Акелаитис је објавио Słówko o bogach litewskich, студију о паганској литванској митологији. То је углавном био коментар и исправке одељка о митологији у девето-томној историји Литваније Теодора Нарбута. Пруско тројство (Потримпо, Пеколс и Перкунас) приписао је Литванцима и анализирао њихова имена са лингвистичке тачке гледишта. Први пут је објављен као чланак у Biblioteka Warszawska а затим као посебна књижица. Исте године објавио је на литванском језику панегиричну песму посвећену  руском цару Александру II и посети Вилњусу (пошто је поднета касно, није уврштена у главни албум, већ је објављена одвојено).Неколико бивших студената и професора Универзитета у Вилњусу надало се да ће наговорити цара да поново отвори универзитет.
1860. уз помоћ Адама Киркора, Акелаитис је објавио пет дела на литванском (укупно 26.000 примерака) као прва дела планиране серије народних библиотека. Био је то литвански буквар, два молитвеника и две прераде кратких дидактичких прича. Ове приче пружају неке образовне чињенице из географије, историје, природних наука и промовишу титотализам (уздржавање од алкохолних напитака). Буквар, изворно дугачак 59 страница, скраћен је и поново објављен исте године у издањима од 22 и 31 странице. Буквар је поново објављен 1867, 1869, 1872. Након усвајања забране штампе у Литванији 1864. године, буквар се често користио у илегалним сеоским литванским школама.
1885. Акелаитис је објавио Rzut oka na starożytność narodu litewskiego на 49 страница (Поглед у древност литванског народа), коју је првобитно написао на литванском. Акелаитис је такође био песник и објавио је неколико својих песама, укључујући песме у Тека Виленска (шест томова објављених 1857–1858), песме посвећене Николи Копернику и литванској богињи Аушрине у пољском часопису, Moja miłość (Моја љубав) 1869. године, Stracona owieczka (Изгубљена овца) у пољском календару који је објавио Јан Јаворски 1877. године.
Његово највеће објављено дело, први део литванске граматике на пољском језику у коме се говорило о фонетици, објавио је постхумно Зигмунд Целиховски 1890. Рукопис другог необјављеног дела чува се у библиотеци Корник. Дело је укључивало и Акелаитисову биографију. Граматика која се фокусира на звукове и изговоре пуна је аматерских етимологија и ненаучних теорија. Међутим, и даље је драгоцено за спискове речи и цитиране примере.

### Необјављено
Многа друга дела Акелаитиса остала су необјављена или недовршена. Његов омиљени предмет истраживања била је лингвистика и литвански језик. Живео је у време када се упоредна лингвистика појавила као дисциплина и радио је на упоређивању литванског са другим индоевропским језицима. Његов амбициозни пројекат била је компилација три речника: литванско-пољски, пољско-литвански и упоредни речник литванског, словенског, грчког и санскритског језика. Часопис Biblioteka Warszawska споменуо је 1860. да су литванско-пољски и упоредни речници били спремни, али рукописи нису преживели. Акелаитис је такође проучавао литванску фонетику, предлоге, падеже, времена, етимологију итд. Међутим, као самоуки аматер развио је ненаучне етимологије и теорије - на пример, развијајући етимологије, ослањао се на сличности изговора, уместо да је користио упоредни метод.
1862. године, уз финансијску подршку Валеријана Калинке, Акелаитис је написао своје највеће дело, Opisanie Wielkiego Księstwa Litewskiego на пољском језику (Опис Великог војводства Литваније) или Litwa pod rządem Rossyjskim (Литванија под руском влашћу). Рукопис, сачуван у Пољској библиотеци у Паризу, први пут је описао Паулиус Галауне 1924. године и још увек није објављен. То је недовршена студија о Литванији, њеној територији, становницима, економији, религији, образовању и администрацији под Руским царством на 387 страница. У раду су се мешали статистички подаци са емоционалном осудом царског режима и његових политика русификације, расправљало се о укидању кметства 1861. године и оптужио режим за економски и пољопривредни пад и идеализовала политика бившег Пољско- Литванског Комонвелта. Рад је рађен по узору на Калинкинову Galicya i Kraków pod panowaniem austryackiem (Галиција и Краков под аустријском влашћу) о аустријској подели објављеној 1853.
Почео је да ради на преводу Херодота и Карла фон Ротека на пољски, написао је кратко дидактичко дело о историји Литваније, и једну комедију на пољском (1859). Његов рукопис пољског превода литванске епске песме Годишња доба Кристијонаса Донелаитиса полиција је запленила 1861. Написао је литванску књижицу о возовима и парним машинама у којој је морао да створи стотинак литванских техничких израза. Такође је сакупљао литванске народне бајке - његову колекцију користио је Јонас Басанавичијус у објављеној збирци литванског фолклора.